# Coelogyne trilobulata
Coelogyne trilobulata é uma espécie de orquídea epífita, família Orchidaceae, originária de Kerinci, em Sumatra.